# Gaston Orleánský

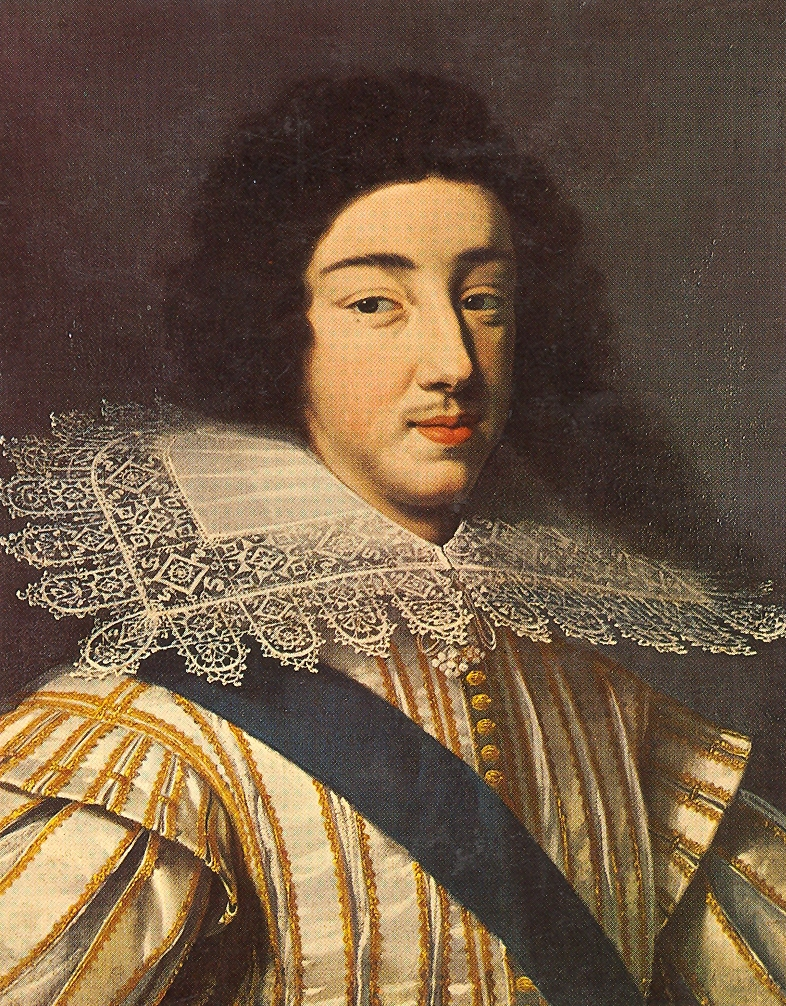
Gaston Orleánský v roce 1634

Gaston Jean-Baptiste Orleánský (25. dubna 1608, zámek ve Fontainebleau – 2. února 1660, Blois) byl třetí syn francouzského krále Jindřicha IV. z rodu Bourbonů a jeho manželky Marie Medicejské z rodu Medici. Je zakladatelem současného rodu Orleánských, třebaže tito vévodové neodvozují svůj původ přímo od něj, ale od jeho synovce a dědice Filipa I. Orleánského.

## Biografie

### Původ, mládí
Narodil se jako třetí, nejmladší syn (páté dítě) ze šesti potomků francouzského krále Jindřicha IV. a jeho manželky Marie Medicejské. Po smrti svého bratra Nicolase Henriho, druhého syna královského páru, se stal Gaston "věčně druhým". Nosil titul vévody z Anjou a byl nejbližším následníkem svého nejstaršího bratra Ludvíka XIII. Jako bratr králův byl nazýván Monsieur, později (v roce 1643) pak Grand Monsieur (když názvem Monsieur začal být nazýván jeho synovec Filip I. Orleánský, mladší syn Ludvíka XIII.).
Vzdělaný a kultivovaný, avšak vrtkavý a nestálý, strávil Gaston Orleánský svůj život v neustálých intrikách proti kardinálu Richelieu a později proti jeho nástupci kardinálu Mazarinovi. Tyto konspirace vždy ztroskotaly pro absenci dobrého politického projektu z Gastonovy strany; často vyzradil své komplice a nechal je popravit (Ornano, Chalais a Cinq-Mars).

### Manželství, dcera
V roce 1626, po jednom nezdařeném spiknutí akceptoval s nechutí Richelieův návrh, aby se oženil s mimořádně bohatou dědičkou Marií Bourbonskou, vévodkyní z Montpensier (1625–1627); dostal tehdy vévodství Orléans Chartres a nádavkem hrabství Blois. Následujícího roku mu Marie porodila dceru:
- Anna Marie Luisa (1627–1693), vévodkyně de Montpensier, de Saint-Fergeau a de Châtellerault a dauphine deAuvergne, proslulá la Grande Mademoiselle, která zdědila intrikánskou povahu svého otce a obrovské jmění své matky.

Vévodkyně de Montpensier několik dní po porodu své dcery zemřela. Ovdovělý Gaston v roce 1629 usiloval, ovšem marně, o sňatek s Marií de Gonzaga, dcerou vévody z Mantovy. V roce 1630 participoval na povstání vévody Jindřicha II. de Montmorency v čele žoldnéřské armády a podněcoval k povstání království, dokud neprchl po Montmorencyho porážce do Castelnaudary. V roce 1632 se spojil s dvorem vévody Karla IV. Lotrinského, knížete stejně bláhového jako byl on sám, který byl ve válce s Francií, a oženil se s jeho sestrou Markétou, do níž se zamiloval. V roce 1634 uzavřel tajnou smlouvu se Španělskem.
V roce 1638 narození Dauphina Ludvíka, které v té době již nikdo neočekával (král byl ženat již 23 let), připravilo Gastona o postavení prvního následníka koruny; tím ztratil i svůj finanční kredit a nemohl tak pokračovat v započaté celkové rekonstrukci zámku v Blois. V roce 1642 byl svržen pan Cincq-Mars, oblíbenec králův, po odhalení jeho a Gastonova spiknutí, jež mělo za cíl zabití kardinála Richelieua, a Gaston byl parlamentem zbaven práv k eventuálnímu regentství. Po smrti Ludvíka XIII. v roce 1643 byl Gaston v jeho závěti přece regentem označen; Anna Rakouská však vystoupila v parlamentu, zpochybnila v tomto bodě závěť a posléze byla parlamentem jako regentka pověřena převzetím otěží vlády do doby, než nový král Ludvík XIV. (v té době sotva pětiletý) dosáhne plnoletosti.

### Poslední roky života
Po smrti Ludvíka XIII. se stal Gaston velitelem francouzských vojsk a válčil s Španělskem na severních hranicích země. V roce 1646 obdržel titul vévody z Alençonu, avšak již napřesrok se zapojil do Frondy (šlechtické povstání a následné občanské války v letech (1648–1653); v průběhu tohoto období ovšem neváhal přecházet z jedné strany na druhou. Po odhalení ho Mazarin poslal v roce 1652 do exilu na jeho zámek v Blois. Zde 2. února 1660 zemřel. Byl pochován v bazilice Saint-Denis; to bylo poslední privilegium jeho královské krve. Ludvík XIV., jeho synovec, udělil titul vévody orleánského svému mladšímu bratrovi Filipovi.

## Vývod z předků
|                    |                          |  |                           |                         |  |  |  |  |  |  |  | František Bourbonský |
|                    |                          |  |                           |                         |  |  |  |  |  |  |  |                      |
|                    | Karel IV. Bourbonský     |  |                           |                         |  |  |  |  |  |  |  |                      |
|                    |                          |  |                           |                         |  |  |  |  |  |  |  |                      |
|                    |                          |  |                           | Marie Lucemburská       |  |  |  |  |  |  |  |                      |
|                    |                          |  |                           |                         |  |  |  |  |  |  |  |                      |
|                    | Antonín Bourbonský       |  |                           |                         |  |  |  |  |  |  |  |                      |
|                    |                          |  |                           |                         |  |  |  |  |  |  |  |                      |
|                    |                          |  |                           | René z Alençonu         |  |  |  |  |  |  |  |                      |
|                    |                          |  |                           |                         |  |  |  |  |  |  |  |                      |
|                    | Františka z Alençonu     |  |                           |                         |  |  |  |  |  |  |  |                      |
|                    |                          |  |                           |                         |  |  |  |  |  |  |  |                      |
|                    |                          |  |                           | Markéta Lotrinská       |  |  |  |  |  |  |  |                      |
|                    |                          |  |                           |                         |  |  |  |  |  |  |  |                      |
|                    | Jindřich IV. Francouzský |  |                           |                         |  |  |  |  |  |  |  |                      |
|                    |                          |  |                           |                         |  |  |  |  |  |  |  |                      |
|                    |                          |  |                           | Jan III. Navarrský      |  |  |  |  |  |  |  |                      |
|                    |                          |  |                           |                         |  |  |  |  |  |  |  |                      |
|                    | Jindřich II. Navarrský   |  |                           |                         |  |  |  |  |  |  |  |                      |
|                    |                          |  |                           |                         |  |  |  |  |  |  |  |                      |
|                    |                          |  |                           | Kateřina Navarrská      |  |  |  |  |  |  |  |                      |
|                    |                          |  |                           |                         |  |  |  |  |  |  |  |                      |
|                    | Jana III. Navarrská      |  |                           |                         |  |  |  |  |  |  |  |                      |
|                    |                          |  |                           |                         |  |  |  |  |  |  |  |                      |
|                    |                          |  |                           | Karel z Angouleme       |  |  |  |  |  |  |  |                      |
|                    |                          |  |                           |                         |  |  |  |  |  |  |  |                      |
|                    | Markéta z Angoulême      |  |                           |                         |  |  |  |  |  |  |  |                      |
|                    |                          |  |                           |                         |  |  |  |  |  |  |  |                      |
|                    |                          |  |                           | Luisa Savojská          |  |  |  |  |  |  |  |                      |
|                    |                          |  |                           |                         |  |  |  |  |  |  |  |                      |
| 'Gaston Orleánský' |                          |  |                           |                         |  |  |  |  |  |  |  |                      |
|                    |                          |  |                           |                         |  |  |  |  |  |  |  |                      |
|                    |                          |  | Giovanni dalle Bande Nere |                         |  |  |  |  |  |  |  |                      |
|                    |                          |  |                           |                         |  |  |  |  |  |  |  |                      |
|                    | Cosimo I. de Medici      |  |                           |                         |  |  |  |  |  |  |  |                      |
|                    |                          |  |                           |                         |  |  |  |  |  |  |  |                      |
|                    |                          |  |                           | Maria Salviati          |  |  |  |  |  |  |  |                      |
|                    |                          |  |                           |                         |  |  |  |  |  |  |  |                      |
|                    | František I. Toskánský   |  |                           |                         |  |  |  |  |  |  |  |                      |
|                    |                          |  |                           |                         |  |  |  |  |  |  |  |                      |
|                    |                          |  |                           | Pedro Álvarez de Toledo |  |  |  |  |  |  |  |                      |
|                    |                          |  |                           |                         |  |  |  |  |  |  |  |                      |
|                    | Eleonora Toledská        |  |                           |                         |  |  |  |  |  |  |  |                      |
|                    |                          |  |                           |                         |  |  |  |  |  |  |  |                      |
|                    |                          |  |                           | Maria Osorio            |  |  |  |  |  |  |  |                      |
|                    |                          |  |                           |                         |  |  |  |  |  |  |  |                      |
|                    | Marie Medicejská         |  |                           |                         |  |  |  |  |  |  |  |                      |
|                    |                          |  |                           |                         |  |  |  |  |  |  |  |                      |
|                    |                          |  |                           | Filip I. Kastilský      |  |  |  |  |  |  |  |                      |
|                    |                          |  |                           |                         |  |  |  |  |  |  |  |                      |
|                    | Ferdinand I. Habsburský  |  |                           |                         |  |  |  |  |  |  |  |                      |
|                    |                          |  |                           |                         |  |  |  |  |  |  |  |                      |
|                    |                          |  |                           | Jana I. Kastilská       |  |  |  |  |  |  |  |                      |
|                    |                          |  |                           |                         |  |  |  |  |  |  |  |                      |
|                    | Johana Habsburská        |  |                           |                         |  |  |  |  |  |  |  |                      |
|                    |                          |  |                           |                         |  |  |  |  |  |  |  |                      |
|                    |                          |  |                           | Vladislav Jagellonský   |  |  |  |  |  |  |  |                      |
|                    |                          |  |                           |                         |  |  |  |  |  |  |  |                      |
|                    | Anna Jagellonská         |  |                           |                         |  |  |  |  |  |  |  |                      |
|                    |                          |  |                           |                         |  |  |  |  |  |  |  |                      |
|                    |                          |  |                           | Anna z Foix a Candale   |  |  |  |  |  |  |  |                      |
|                    |                          |  |                           |                         |  |  |  |  |  |  |  |                      |